# Bangladesh tại Thế vận hội
Bangladesh đã tham gia chín Thế vận hội Mùa hè và chưa từng dự Thế vận hội Mùa đông.
Năm 2016, Siddikur Rahman trở thành người Bangladesh đầu tiên đủ điều kiện tranh tài tại Thế vận hội môn golf, và Bangladesh đã gửi đi bảy vận động viên (VĐV) tới kỳ vận hội năm đó, nhiều hơn bất kỳ các kỳ vận hội nào khác nước này từng tham gia. Quốc gia này đã gửi đi các đại diện khác tới Thế vận hội nhờ quy chế vé vớt. Với dân số khoảng 170 triệu, Bangladesh là quốc gia đông dân nhất thế giới chưa từng giành huy chương Olympic.
Trưởng Hiệp hội Olympic Bangladesh Wali Ullah đã tuyên bố rằng nền kinh tế yếu kém của nước này là nguyên nhân cho thành tích thể thao khiêm tốn.

## Bảng huy chương

### Thế vận hội Mùa hè
| Thế vận hội         | VĐV                                     | Vàng                                    | Bạc                                     | Đồng                                    | Tổng số                                 | Xếp thứ                                 |
| 1900–1936           | tham dự như một phần của Ấn Độ (IND)    | tham dự như một phần của Ấn Độ (IND)    | tham dự như một phần của Ấn Độ (IND)    | tham dự như một phần của Ấn Độ (IND)    | tham dự như một phần của Ấn Độ (IND)    | tham dự như một phần của Ấn Độ (IND)    |
| 1948–1968           | tham dự như một phần của Pakistan (PAK) | tham dự như một phần của Pakistan (PAK) | tham dự như một phần của Pakistan (PAK) | tham dự như một phần của Pakistan (PAK) | tham dự như một phần của Pakistan (PAK) | tham dự như một phần của Pakistan (PAK) |
| München 1972        | không tham dự                           |                                         |                                         |                                         |                                         |                                         |
| Montréal 1976       | không tham dự                           |                                         |                                         |                                         |                                         |                                         |
| Moskva 1980         | không tham dự                           |                                         |                                         |                                         |                                         |                                         |
| Los Angeles 1984    | 1                                       | 0                                       | 0                                       | 0                                       | 0                                       | –                                       |
| Seoul 1988          | 6                                       | 0                                       | 0                                       | 0                                       | 0                                       | –                                       |
| Barcelona 1992      | 6                                       | 0                                       | 0                                       | 0                                       | 0                                       | –                                       |
| Atlanta 1996        | 4                                       | 0                                       | 0                                       | 0                                       | 0                                       | –                                       |
| Sydney 2000         | 5                                       | 0                                       | 0                                       | 0                                       | 0                                       | –                                       |
| Athens 2004         | 4                                       | 0                                       | 0                                       | 0                                       | 0                                       | –                                       |
| Bắc Kinh 2008       | 5                                       | 0                                       | 0                                       | 0                                       | 0                                       | –                                       |
| Luân Đôn 2012       | 5                                       | 0                                       | 0                                       | 0                                       | 0                                       | –                                       |
| Rio de Janeiro 2016 | 7                                       | 0                                       | 0                                       | 0                                       | 0                                       | –                                       |
| Tokyo 2020          | chưa diễn ra                            |                                         |                                         |                                         |                                         |                                         |
| Paris 2024          | chưa diễn ra                            |                                         |                                         |                                         |                                         |                                         |
| Los Angeles 2028    | chưa diễn ra                            |                                         |                                         |                                         |                                         |                                         |
| Tổng số             | Tổng số                                 | 0                                       | 0                                       | 0                                       | 0                                       | –                                       |